# Wei Ning
Dans ce nom, le nom de famille, Wei, précède le nom personnel.
Wei Ning, née le 5 août 1982 à Laizhou, est une tireuse sportive chinoise. 
Sa petite sœur, Wei Meng, est médaillée de bronze en skeet aux Jeux de 2020. 

## Palmarès
- Jeux olympiques[1]
  -  Médaille d'argent en skeet en 2004 à Athènes
  -  Médaille d'argent en skeet en 2012 à Londres
  - 6e en skeet en 2008 à Pékin
  - 9e en skeet en 2016 à Rio de Janeiro

- Championnats du monde de tir
  -  Médaille d'argent en skeet en 2010 à Munich[2].
  -  Médaille d'argent en skeet en 2011 à Belgrade